# Stepup Col
Der Stepup Col (englisch für Anstiegssattel) ist ein verschneiter Gebirgspass im Norden des Grahamlands auf der Antarktischen Halbinsel. Auf der Trinity-Halbinsel verbindet er am östlichen Ende des Louis-Philippe-Plateaus das Broad Valley mit dem Cugnot-Piedmont-Gletscher.
Das UK Antarctic Place-Names Committee benannte ihn 1964. Namensgebend ist der Umstand, dass von Süden aus ein Höhenunterschied von etwa 30 m überwunden werden muss.